# Teatro Extremo
O Teatro Extremo é uma companhia de teatro portuguesa, fundada em 1994, com sede em Almada.
Desde o final de 1999 possui instalações próprias onde representa as suas produções e acolhe outras estruturas artísticas.

## Festivais
Desde 1996, a companhia organiza, ininterruptamente, o Festival Sementes - Mostra Internacional de Artes para o Pequeno Público.
Este festival promove a difusão de trabalhos de qualidade no âmbito do teatro e das várias artes performativas, plásticas e outras.

## Propostas relacionadas com o pequeno público
Desde 2001, o Teatro Extremo organiza ainda o Sorriso de Natal, que, através de um mês de representações descentralizadas no concelho de Almada, procura proporcionar às crianças, algumas especialmente carenciadas, a participação numa iniciativa de carácter cultural, que enfatiza o carácter solidário da arte e, nomeadamente, o do teatro.
Em 2003, a companhia iniciou, em parceria, com a Associação de Municípios do Distrito de Setúbal o eventoSair da Casc, projecto de formação e apresentação de espectáculos, abrangendo 1408 crianças de todo o distrito.

## Projectos fora de Portugal
- Co-produção no projecto "Tree Steping Stones" e na peça "Volta ao Mundo em 80 dias", do European Theatre Network, composto por companhias de Inglaterra, Itália, Alemanha, Grécia, Bulgária e Portugal
- Participação no Festival de Teatro Português em França
- Realização de parcerias bi anuais com as companhias espanholas "La Machina", de Santander e "Arena", de Torreperogil;
- Co-produção da peça "Dois Perdidos Numa Noite Suja", de Plínio Marcos, com a companhia brasileira Harém de Teatro, companhia profissional de Teresina, capital do estado nordestino do Piauí.
- Participação no "4th International Childrens Festival of Performing Arts", realizado em Nova Deli, em 2003
- Montagem de "Velho Palhaço Precisa-se", que teve a participação do autor romeno radicado em Paris, Matei Visniec, do encenador belga Joseph Collard, director artístico da companhia "Les Founambules", e do cenógrafo francês, Jean Marc Dercle.

## Participação
Participaram nas actividades da companhia, durante o ano de 2003, mais de duas centenas de estabelecimentos de ensino, tanto do país como do estrangeiro (Espanha e Índia), contribuindo para a criação de um espaço lúdico que complementa a vertente formativa da escola, desenvolvendo uma relação entre o teatro e o mundo.

## Reconhecimento
O trabalho do Teatro Extremo é reconhecido por diversas instituições públicas e privadas.
Em 2002 a Câmara Municipal de Almada atribuiu à companhia a Medalha de Prata de Mérito Cultural da Cidade.

## Alguns espectáculos produzidos
- Os Infernos da Barca, criação colectiva (1994)
- O Capuchinho Branco-Sujo, criação colectiva (1995)
- Os Gnomos de Gnu, Uma Aventura Ecológica de Umberto Eco (1996)
- XTC, criação colectiva (1997)
- Os 3 Cosmonautas, de Umberto Eco (1997)
- Vozes de Burro não chegam ao Céu, criação colectiva (1997)
- Romeu, de Romeu Correia (1997)
- Mal d'Amor, criação colectiva (1998)
- A Excepção e a Regra, de Bertolt Brecht (1998)
- A Terra do Dia Antes, criação colectiva (1999)
- O Comício, de Miguel Morillo (1999)
- Dois Perdidos numa Noite Suja, de Plínio Marcos, em co-produção com Harém de Teatro (Teresina, Piauí, Brasil) (1999)
- O Pescador e a sua Alma, de Oscar Wilde (1999)
- História Cómico-Marítima, 3.º episódio do ciclo Sem Rei nem Roque, criação colectiva (2000)
- A Volta ao mundo em 80 dias, de Júlio Verne, em co-produção com o Snap Theater (Reino Unido) (2000)
- Cidade Esmeralda, de António Cabrita (2000)
- Histórias dentro de uma Mala, (1.º acto), criação colectiva (2001)
- Cabaret da Coxa, criação colectiva (2001)
- Nãnã e Talital, criação colectiva (2001)
- Giraldo - 2º episódio do ciclo Sem Rei nem Roque - criação colectiva (2002)
- Brinquedos.com, de Fernando Jorge Lopes (2002)
- Amigos e Sarilhos, de Antónia Terrinha, em co-produção com Antónia Terrinha, Fernando Ascenção, José Graça e Arménio Teixeira (2003)
- A Coisa Mai Linda..., criação colectiva, em co-produção com Piajio (2003)
- Miauzz - Ratsósia para todos, de António Rocha, em co-produção com Armadilha (2003)
- Cont.Act, criação colectiva (2003)
- Histórias dentro de uma Mala (2.º acto), criação colectiva (2003)
- Velho Palhaço Precisa-se, de Mátei Visniec (2003)
- Água, de Antónia Terrinha (2004)
- Lusitânea, 1.º episódio do ciclo Sem Rei nem Roque, criação colectiva (2004)
- Os Saltimbancos, de Chico Buarque, com encenação de Arimatan Martins (2004)
- Einstein, de Gabriel Emanuel (Gordon Wiseman) (2005)
- Maçãs Vermelhas (2005)
- Corrida Mirabolante (2006)

## Intérpretes
Trabalharam já com a companhia na área da interpretação:
Adérito Lopes, Afonso Guerreiro, Ana Lídia, Ana Russo Alves, Antónia Terrinha, Arménio Teixeira, Carlos Fartura, Carlos Francisco, Célia Ramos, Dina Nunes, Fernando Ascenção, Fernando Ascensão, Fernando Jorge Lopes, Fernando Rebelo, Isabel Leitão, Isabel Moës, Joana Brandão, Joana Simão, João Azevedo, João Jorge, José Carlos Oliveira, José Graça, José Henrique Neto, José Varela Franco, Karas, Mário Timóteo, Patrícia Andrade, Patrícia Guida Magro, Paulo Brito, Paulo Duarte, Paulo Guerreiro, Rita Wengrovius, Rui Cerveira, Rui Sá, Tiago Bastos, Tiago Pereira, Vanessa Dinger

## Fonte
Página do Teatro Extremo